# In the Ayer
In the Ayer è un singolo del rapper statunitense Flo Rida, il terzo estratto dall'album Mail on Sunday e pubblicato il 20 maggio 2008.

## La canzone
Il brano figura la collaborazione di will.i.am, che è anche produttore del singolo, ed utilizza un campionamento di Jam the Box di Pretty Tony. Negli Stati Uniti, il singolo è stato certificato doppio disco di platino.

## Tracce
CD maxi-singolo
1. In the Ayer (feat. will.i.am) – 3:41
2. Make a Wish – 4:06
3. Fast Life – 3:28
4. In the Ayer (Video)

## Classifiche
| Classifica (2008)             | Posizione massima |
| ----------------------------- | ----------------- |
| Australia                     | 19                |
| Canada                        | 13                |
| Germania                      | 50                |
| Irlanda                       | 13                |
| Nuova Zelanda                 | 9                 |
| Regno Unito                   | 29                |
| Stati Uniti                   | 9                 |
| Stati Uniti (hot r&b/hip-hop) | 16                |
| Stati Uniti (pop)             | 12                |
| Svezia                        | 20                |